# 施托肯-赫芬
施托肯-赫芬（德語：Stocken-Höfen）是瑞士联邦伯尔尼州图恩区的市镇。该市镇面积为14.22平方千米，海拔高度705米，2018年12月31日人口数为1,016。2014年1月1日，施托肯-赫芬由原市镇下施托肯、上施托肯与赫芬合并而成。